# Prefectura autónoma coreana de Yanbian
Yanbian (en chino, 延边; pinyin, Yánbiān, en hangul, 연변; romanización revisada, Yeonbyeon) es una prefectura autónoma de la República Popular de China perteneciente a la provincia de Jilin. Limita al norte con Mudanjiang, al sur con Corea del Norte, al oeste con Ciudad Jilin y al este con Rusia. Su área es de 43 329 km² y su población total para 2020 fue cercana a los 2 millones de habitantes.

## Toponimia
El nombre está formado de Yan (延) que en el antiguo idioma local significaba oveja o cabra, este se conserva en el primer fono de su capital y asentamiento original, Yanji. De hecho, Yanji era como se conocía a toda esta región y se administraba como Prefectura Yanji (延吉府).
Más tarde, la posición de la Prefectura Yanji se volvió cada vez más importante y administraba el área de Hunchun. 
A finales de la dinastía Qing y principios de la República de China, el nombre oficial "Frontera (边 Bian) Yan-Hun" (延珲诸边 Yánhuī zhū Biān) se utilizó a menudo para referirse a esta zona, que luego se simplificó a "Yanbian".
Como las otras regiones autónomas, se caracteriza por estar asociada a un grupo étnico minoritario, en este caso, los coreanos. 
La región recibió la condición de "autónomo" cuando se estableció la Prefectura autónoma coreana de Yanbian en septiembre de 1952.

## Administración
La prefectura autónoma de Yanbian está conformada de 8 localidades que se administran en 6 ciudades suburbanas y 2 condados:
- Ciudad de Yanji (延吉市, en coreano 연길)
- Ciudad de Tumen (图们市, en coreano 도문)
- Ciudad Dunhua (敦化市,  en coreano 돈화)
- Ciudad Hunchun (珲春市, en coreano 혼춘)
- Ciudad Longjing (龙井市, en coreano 룡정)
- Ciudad Helong (和龙市, en coreano 화룡)
- Condado Wangqing (汪清县, en coreano 왕청 )
- Condado Antu (安图县, en coreano 안도)

## Historia
En la dinastía Ming, Yanbian estaba gobernada por la entidad Jianzhou (建州卫), y a finales de la dinastía Qing el área fue dividida en las subprefecturas de Yanji (延吉 厅) y Hunchun (珲春 厅). Desde 1644 hasta la década de 1800 los administradores de Manchuria del estado Qing intentaron separar el nordeste de China, política y etnográficamente en una "Manchuria" a la que pudieran retirarse en caso de que una dinastía Han recuperara el control de China. Sin embargo, este esfuerzo fracasó debido a las oportunidades comerciales y agrícolas disponibles para los migrantes chinos Han en el nordeste que les permitían sortear las leyes, así como la posterior relajación de éstas por el gobierno Qing para contrarrestar la penetración rusa.
En el siglo XIX, coreanos migraron en masa de la península de Corea a China por razones económicas. Después de la ocupación japonesa de Corea (1910), una segunda ola llegó. De los 2 millones de coreanos étnicos en Manchuria en el momento de la toma de poder comunista, 1,2 millones se quedaron en la región tras el final de la Segunda Guerra Mundial. Muchos participaron en la guerra civil china, la mayor parte en el lado de los comunistas chinos. Cuando la guerra civil había terminado, el nuevo gobierno chino dio a los coreanos su propia prefectura autónoma en 1952. Yanbian pasó a ser una prefectura autónoma étnica en 1955.
En 1952, los inmigrantes coreanos componían alrededor del 60 % de la población local, pero en 2000 su participación se había reducido al 32 %. Las autoridades chinas no solo subvencionaron escuelas y publicaciones, sino también tomaron medidas para prevenir una emergencia del irredentismo coreano en la zona. Desde finales de la década de 1990 los coreanos se asimilaron voluntariamente hacia la cultura china.

## Población
Según el Sexto Censo Nacional de 2010, la población permanente en toda la prefectura era de 2 271 600. En comparación con el Quinto Censo Nacional, se han agregado un total de 61 954 personas en diez años, un aumento del 2,80 % y una tasa de crecimiento anual promedio del 0,28 %.  Entre ellos, los hombres son 1 150 616, que representan el 50,65 % de la población total; las mujeres son 1 120 984, que representan el 49,35 % de la población total.  La proporción de sexos de la población total (100 mujeres) es 102,64. La población de 0 a 14 años es de 221 385, lo que representa el 9,75 %; la población de 15 a 64 años es de 1 826 675, lo que representa el 80,41 %; la población de 65 años o más es 223 540, lo que representa el 9,84 %.
| Nombre del grupo étnico                  | Chinos Han | Coreanos | Manchúes | Hui  | Mongoles | Jingpo | Tujia | Zhuang | Miao | Xibe | Otros grupos étnicos |
| ---------------------------------------- | ---------- | -------- | -------- | ---- | -------- | ------ | ----- | ------ | ---- | ---- | -------------------- |
| Cantidad e población                     | 1 465 758  | 736 991  | 57 212   | 6370 | 3036     | 194    | 188   | 177    | 154  | 130  | 606                  |
| Porcentaje según población total（%）    | 64.55      | 32.45    | 2.52     | 0.28 | 0.13     | 0.01   | 0.01  | 0.01   | 0.01 | 0.01 | 0.03                 |
| Porcentaje de población minoritaria（%） | ---        | 91.55    | 7.11     | 0.79 | 0.38     | 0.02   | 0.02  | 0.02   | 0.02 | 0.02 | 0.08                 |

En respuesta a la continua disminución de la población coreana, el Congreso Popular de la Prefectura Autónoma aprobó el "Reglamento sobre el desarrollo de la población coreana de la Prefectura Autónoma Coreana de Yanbian" en 2012 para alentar a las familias coreanas a tener un segundo hijo.

## Política

### Gobernanza actual
| 机构                  | Secretario del Comité del Partido Comunista de China en la Prefectura Autónoma Coreana de Yanbian | Director del Comité Permanente del Congreso Popular | Gobernador del Gobierno Popular de la Prefectura Autónoma Coreana de Yanbian | Presidente del Comité de Conferencia Consultiva Política del Pueblo Chino de la Prefectura Autónoma Coreana de Yanbian |
| --------------------- | ------------------------------------------------------------------------------------------------- | --------------------------------------------------- | ---------------------------------------------------------------------------- | --- |
| Nombre                | Tian Jinchen                                                                                      | Jiang Huquan                                        | Jin Shouhao                                                                  | Han Xinghai |
| Etnia                 | Han                                                                                               | Coreano                                             | Coreano                                                                      | Han |
| Ciudad natal          | Qianjiang, provincia de Hubei                                                                     |                                                     | Hunchun, provincia de Jilin                                                  | |
| Fecha de nacimiento   | abril de 1963 (edad 61–62)                                                                        | diciembre de 1962 (edad 62)                         | junio de 1962 (edad 62)                                                      | septiembre de 1963 (edad 61)                                                                                           |
| Fecha de inauguración | Mayo de 2020                                                                                      | Enero de 2020                                       | Agosto de 2017                                                               | Enero de 2017 |